# ビヨウヤナギ
ビヨウヤナギ（未央柳・美容柳、学名: Hypericum monogynum）はオトギリソウ科オトギリソウ属の半落葉低木。ビョウヤナギとも通称するが、園芸的な呼び名であり植物名としては誤り。

## 名称
枝先がやや垂れ下がり葉がヤナギに似ているので、ビヨウヤナギと呼ばれるが､ヤナギの仲間ではない。
中国では金糸桃と呼ばれている。ビヨウヤナギに未央柳を当てるのは日本の通称名。由来は､白居易の｢長恨歌｣に
太液の芙蓉未央の柳此に対ひて如何にしてか涙垂れざらむ
と、玄宗皇帝が楊貴妃と過ごした地を訪れて、太液の池の蓮花を楊貴妃の顔に、未央宮殿の柳を楊貴妃の眉に喩えて 未央柳の情景を詠んだ一節があり、美しい花と柳に似た葉を持つ木を、この故事になぞらえて未央柳と呼ぶようになったといわれている。

## 特徴
中国原産。日本へは江戸時代に中国から渡来した。古くから庭木や生け垣、公園樹としてよく植えられ、花材としてもよく用いられる。
半落葉広葉樹の小低木で、高さは1.5メートル (m) 前後、よく枝分かれして株立ち状になる。葉は十字対生する。葉身は長さ5センチメートル (cm) 、幅25ミリメートル (mm) の披針状の長楕円形で、中央部が最も幅広く、葉質は薄くてやわらかい。冬場の間も落葉せずに残っており、新葉が出ると同時に古い葉が落ちる。葉縁に鋸歯はなく、基部が茎を抱く。
花期は6 - 7月ごろで、直径5 cm程度の鮮やかな黄色の5枚の花弁のある花を多数枝先に咲かせる。花弁はくさび形で、特に長い雄蕊が多数つき、よく目立つのが特徴的である。これら雄蕊の基部は5つの束になっていて、雌蕊の先端は5つに裂けている。果実は円錐形で、先端に萼片を残す。
一見してよく似ている植物にキンシバイがあるが、こちらは葉が披針形で基部が最も幅広く、普通に平面的に対生しており、花が小ぶりで雄しべが長くないので容易に区別できる。

## 薬用
全草に消炎、利尿、鎮痛の効果があるといわれている。特に、全草を煎じて飲むと、腎臓結石を下す効果があるとされ、婦人病の薬としても利用されているといわれる。虫刺されに、葉を揉んで汁を患部につけると、効果があるといわれる。